# Liliana Abud
Liliana Abud (* 5. Juli 1948 in Xalapa, Veracruz, Mexiko) ist eine mexikanische Schauspielerin und Schriftstellerin. Sie hat ihre gesamte Karriere im Fernsehen für Televisa gemacht.

## Leben
Sie war eine der ersten Autorinnen, deren erste Geschichte im Rahmen des von Televisa in den 1980er Jahren ins Leben gerufenen Wettbewerbs „Televisa wirbt um neue Drehbuchautoren für Novelas“ produziert wurde. Die Geschichte „Cicatrices del alma“, die sie zusammen mit Lindy Giacoman und Eric Vonn geschrieben hatte, gewann zwar nicht, war aber die Erste, die mit einem guten Publikum produziert wurde.
Sie war die Chefautorin für die letzten Produktionen von Ernesto Alonso bis zu seinem Tod im Jahr 2007.
Von 1999 bis 2013 war sie außerdem Chefautorin des mexikanischen Produzenten Salvador Mejía mit dem Projekt Rosalinda. 2017 kehrte sie nach einer Pause als Autorin mit dem Projekt En tierras salvajes zum Fernsehen zurück und kehrt 2019 als Schauspielerin in Julia vs. Julia zurück.

## Filmografie

### Fernsehen
- Cartas para una víctima (1978)
- Gotita de gente (1978)
- Amor prohibido (1979)
- Añoranza (1979)
- Espejismo (1980)
- Colorina (1980)
- La divina Sarah (1980)
- Una limosna de amor (1981)
- Gabriel y Gabriela (1982–1983)
- Un solo corazón (1983)
- Tú o nadie (Ruf des Herzens) (1985)
- Herencia maldita (1986–1987)
- Rosa salvaje (Die wilde Rose) (1987–1988)
- Mi segunda madre (1989)
- Julia vs. Julia (2019)

### Filme
- El ruiseñor chino (1986)
- Rapunsell (1986)
- El rey Midas (1986)
- Hanzel y Gretel (1986)
- El gato con botas (1986)
- La doncella sabia (1986)
- La dama o el león (1986)
- El niño que quiso temblar (1986)
- Vieja moralidad (1988)
- Íntimo terror (1992)